# 多叶槐
多叶槐（学名：Sophora velutina var. multifoliolata）为豆科槐属下的一个变种。

## 扩展阅读
- 維基物種上的相關：多叶槐